# Jorge Broun
Jorge Broun (* 26. Mai 1986 in Rosario, Santa Fe, Argentinien), auch bekannt unter dem Spitznamen „Fatu“, ist ein argentinischer Fußballspieler auf der Position des Torwarts.

## Laufbahn
Der gebürtige Rosarino begann seine Laufbahn bei Rosario Central und hatte seinen ersten Einsatz in einem am 9. April 2006 ausgetragenen Punktspiel beim CA Banfield, das 0:2 verloren wurde. Ab 2008 war Broun Stammtorhüter des Vereins und in einem am 23. Oktober 2009 ausgetragenen Punktspiel gegen den CA Independiente verwandelte er einen Strafstoß zur 1:0-Führung seiner Mannschaft (Endstand 2:0).
Nachdem Rosario Central am Ende der Saison 2009/10 in die zweite Liga abgestiegen war, blieb Broun bei seinem Ausbildungsverein und verhalf ihm am Ende der Saison 2012/13 zum Gewinn der Zweitligameisterschaft und zur Rückkehr in die höchste Spielklasse.
Vor der Saison 2013/14 wechselte Broun zum chilenischen Erstligisten Club de Deportes Antofagasta und ein Jahr später zum Club Atlético Colón, einem anderen Verein aus seiner Heimatprovinz Santa Fé.
2017 wechselte Broun zum einzigen Mal in seiner aktiven Laufbahn nach Europa zum bulgarischen Serienmeister Ludogorez Rasgrad, der seit der Saison 2011/12 die bulgarische Liga absolut dominiert. Mit ihm gewann Broun die Meisterschaften der Spielzeiten 2017/18 und 2018/19 und bestritt mehrere Einsätze in den europäischen Wettbewerben; unter anderem die Gruppenspiele der UEFA Europa League 2017/18 gegen die TSG Hoffenheim (2:1) und Sporting Braga (1:1) sowie das Auswärtsspiel im Sechzehntelfinale bei der AC Mailand, durch das Ludogorez trotz der knappen 0:1-Niederlage ausschied, weil das Hinspiel vor eigenem Publikum bereits mit 0:3 verloren wurde. In der darauffolgenden Saison 2018/19 bestritt er das letzte Gruppenspiel gegen den FC Zürich (1:1), als die Mannschaft bereits ausgeschieden war.
Nachdem er bei Ludogorez zunehmend zu weniger Einsätzen gekommen war, kehrte Broun Anfang 2020 nach Argentinien zurück, wo er zunächst bei Gimnasia y Esgrima La Plata unter Vertrag stand, bevor er im Februar 2021 zu Rosario Central zurückkehrte.
Mit den Centralistas erreichte Broun die im Dezember 2023 ausgetragene Finalrunde um die Copa de la Liga Profesional, in der er alle drei Spiele für seinen Verein bestritt und maßgeblichen Anteil am Erreichen des Endspiels gegen den Club Atlético Platense hatte, weil er im Elfmeterschießen des Viertelfinals beim 9:8-Sieg gegen den Racing Club zwei Schüsse abwehren konnte und ihm dieses Kunststück im Halbfinale beim 2:0-Sieg gegen River Plate gleich dreimal gelang. Auch beim 1:0-Sieg gegen Platense im Finale blieb Broun ohne Gegentor.

## Erfolge
- Copa de la Liga Profesional: 2023
- Bulgarischer Meister: 2017/18, 2018/19
- Argentinischer Zweitligameister: 2012/13